# Micropterix immensipalpa
Micropterix immensipalpa là một loài bướm đêm đã tuyệt chủng thuộc họ Micropterigidae. Nó được Kuznezov miêu tả năm 1941. Nó là loài duy nhất được tìm thấy ở một mẫu duy nhất ở hổ phách Baltic.
Loài này đã được mô tả là Eriocraniid moth dưới chi Electrocrania. 